# Aulon (Alts Pirineus)
Aulon (en francès Aulon) és un municipi francès situat al departament dels Alts Pirineus i a la regió d'Occitània.

## Demografia
| 1962                                       | 1968 | 1975 | 1982 | 1990 | 1999 | 2007 |
| ------------------------------------------ | ---- | ---- | ---- | ---- | ---- | ---- |
| 60                                         | 68   | 66   | 60   | 80   | 84   | 77   |
| Des de 1962: població sense dobles comptes |      |      |      |      |      |      |

## Administració
| Període | Identitat             | Partit |
| ------- | --------------------- | ------ |
| 2001-   | Jean Bertrand Dubarry |        |